# Villers-la-Tour
Pour les articles homonymes, voir Villers.
Villers-la-Tour (en wallon Vilé-al-Tour) est une section de la ville belge de Chimay, située en Région wallonne dans la province de Hainaut. Villers-la-Tour se trouve sur le territoire du Parc national de l'Entre-Sambre-et-Meuse (ESEM).

## Géographie

### Hydrographie
Baignée par l’Eau Blanche, elle est bornée au Nord par Salles; à l’Est par Saint-Remy; au Sud, par Seloignes, et à l’Ouest par Chimay et Monceau-Imbrechies. C'était une commune à part entière avant la fusion des communes de 1977.

## Évolution démographique
- Sources : INS, Rem. : 1831 jusqu'en 1970 = recensements, 1976 = nombre d'habitants au 31 décembre.

## Histoire
Le village doit son nom à une tour de défense ancienne dont il ne reste plus aucun vestige aujourd'hui. Située au sud-ouest de la Place, la tour,souvent dénommée « fort et tour », était entourée d'un quadrilatère occupé par des jardins et délimité par des fossés remplis d'eau.
Ce fortin était haut de 15 m et large de 11 m, avec des murs d'1,50 m d'épaisseur. Il contenait deux salles superposées dont la plus basse n'était accessible que par une échelle amovible. On le signale au XIVe siècle. Plusieurs fois ruiné, il est régulièrement relevé et sert de refuge pour les habitants jusqu'au milieu du XVIIIe siècle. Approvisionnement : en 1416, on achète à Mons des arbalètes en bois d'if et en « blanc bos ». En 1424, achat à Avesnes de « pourre » (poudre) à bombarde et en 1425, 30 pierres de canon. La bâtisse déclassée servira au XVIIIe siècle à d'autres usages.
Au début de la guerre de Cent ans, le comte de Hainaut, qui avait pris le parti de l’Angleterre, participe aux ravages dans le nord de la France. En retour, les Français pillent notamment la région de Chimay.
En 1425, la tour de Villers, qui devait être gardée par 120 habitants des Neuf-villes (villages dépendant de Chimay), est abandonnée lors d’une incursion des Français tandis que ses défenseurs  sont appelés à la défense de  Chimay. L’ennemi brûle la tour et pille le village, qui est complètement détruit et abandonné par ses habitants, comme les environs d’ailleurs.
Une gouache d'Adrien de Montigny (album de Croÿ), datée de 1596, montre ce bâtiment imposant. Après la Seconde Guerre mondiale, on devinait encore ses fondations tandis que persistaient deux petites mares, dernières traces des anciens fossés. Aujourd'hui, plus rien ne rappelle son existence, si ce n'est le nom même de la localité.
Le 11 août 1918, un avion allemand, qui habituellement reliait Bourlers à la Capelle (France) en soirée, s’écrase vers 23 h sur une maison du village. Seuls des huit occupants de l’avion, un homme en réchappe.
Le village fut le théâtre d'un accident ferroviaire le 
3 janvier 1941 qui coûta la vie à 8 personnes.
Le 29 novembre 1944, vers 6 h 30 du matin, un avion anglais Gotha est tombé dans le village provoquant quelques dégâts à des immeubles.

## Patrimoine et culture

### Patrimoine architectural
- Eglise Saint-Géry. Edifice néo-gothique construite en 1869 par l'architecte Carpentier, en mauvais état elle a dû être désaffectée[4] et démolie. L'église actuelle est construite en 1975 en partie en bois[5].
- Chapelle du calvaire. Daté de 1855, en style néo-classique[6].
- Chapelle de l'Immaculée Conception, début du XIXe siècle[4].
- Potale Notre-Dame de Grâce date de 1862[6]. Il se situe rue Le Vailier.
- Chapelle Saint-Roch. Edifice daté de 1890[7].
- Ancien moulin. Edifié au XVIIIe siècle et remanié aux siècles suivants[7].

## Économie
Une saboterie mécanique est fondée par Oscar Bourdon en 1924. La force motrice est fournie par une machine à vapeur dont le combustible est constitué des déchets de bois provenant de la fabrication des sabots (sciure, copeaux, déchets). La 1re machine à vapeur, une locomobile de 35 CV, est bientôt remplacée par une autre de 75 CV et finalement par une 3e de 120 CV. Une transmission de plus de 20 m met en mouvement toutes les machines de l’atelier ainsi que la pompe à eau. Certaines machines, à l’étage, sont pourvues de moteurs électriques alimentés par trois génératrices. Ce n’est qu’en 1950 que l’usine est raccordée au réseau électrique.
En 1925, le nombre d’ouvriers passe de 9 à 42. En fin d’année, une fois les machines installées, on compte une centaine d’ouvriers. Durant la guerre, le cuir étant devenu rare et les chaussures étant hors de prix, on compte 200 ouvriers, chiffre qui sera maintenu jusqu’au début 1947. Quelques mois plus tard, ce sera la fin de la fabrication de sabots devant la vogue toujours croissante des bottes en caoutchouc. Le conseil d’administration doit se résoudre à liquider la société 27 février 1954.